# Dominique Borella
Alexis François Borella, conhecido por seu nome de guerra Dominique Borella (Camboja 1975) e Capitaine François (Líbano 1975), foi um soldado e mercenário francês.
Diz-se que ele lutou pela primeira vez no Vietnã durante a Primeira Guerra da Indochina, antes de se alistar oficialmente na Legião Estrangeira durante a Guerra da Argélia. Em seguida, o encontramos com certeza em Biafra e no Congo durante a segunda metade da década de 1960, depois em 1975 durante a Guerra Civil do Camboja e, finalmente, durante a Guerra Civil Libanesa, onde foi morto por um franco-atirador. Suas grandes qualidades como soldado e sua jornada parcialmente clandestina contribuíram para torná-lo uma figura lendária.

## Biografia
De acordo com o autor François Bizot, Alexis Borella se ofereceu para servir na Força Expedicionária Francesa do Extremo Oriente na Indochina; ele tinha menos de 18 anos. Ele teria participado em 1954 da Batalha de Diên Biên Phu e teria saído temporariamente da Indochina com o posto de suboficial. Esse episódio, no entanto, parece fazer parte da lenda do personagem. Ele também não aparece na contagem das mortes dos homens que participaram de pelo menos uma das operações de Bob Denard.[carece de fontes?]
De fato, de acordo com seu Extrait des Services mantido pelo Serviço Histórico das Forças Armadas, seu engajamento oficial na Legião Estrangeira data de 20 de junho de 1955. Em seguida, lutou na Argélia francesa, como cabo e depois sargento na 11ª companhia do 3/13ª Meia-Brigada da Legião Estrangeira. Durante esta campanha, foi ferido duas vezes, citado duas vezes por ordem da Brigada e depois por ordem da Divisão. Em particular, obteve a Medalha Militar em caráter excepcional em 2 de julho de 1959. Após o golpe dos generais em Argel, do qual poderia ter participado, foi evacuado clinicamente para a França e reformado definitivamente nº 2 pela Legião em maio de 1961. Ele se juntou à Organização do Exército Secreto (OAS) e entrou na clandestinidade.[carece de fontes?]
A nível pessoal, participou depois na Guerra de Biafra durante a segunda metade da década de 1960 e noutros conflitos pós-coloniais antes de se juntar, em finais de dezembro de 1974, por idealismo anticomunista, às tropas republicanas pró-americanas do Marechal Lon Nol engajadas na Guerra Civil do Camboja, onde se opôs ao Khmer Vermelho. Provavelmente não foi sua primeira passagem independente no Sudeste Asiático.[carece de fontes?]
No início de 1975, nomeado capitão das Forças Armadas Nacionais do Khmer, ingressou na 1ª Brigada Pára-quedista Cambojana (1ère BPC). Borella não aceitava pagamento mas garantia que seus paraquedistas fossem pagos em dia; os únicos no Camboja. Os cambojanos o apelidaram de Sok sa (cabelo branco). Segundo Bizot, sua bravura e profissionalismo o tornaram legendário, e seus paraquedistas o consideravam invulnerável, jurando-lhe lealdade cega. Ele era conhecido por senso inato de estratégia, conhecimento sobre manuseio do armamento e combate aproximado. Em 3 de fevereiro, Borella foi fotografado na frente do rio Bassac com uma bandagem no rosto e portando um fuzil Kalachnikov chinês, granadas e uma faca de combate. François Bizot descreveu Borella fisicamente como parecendo com Robert Redford, com cabelos ruivos que ficaram com a aparência de um loiro sujo, a "pele oxidada" de seu rosto "ainda jovem" tinha a cor outonal queimada de certas folhas mortas, e seus "olhos azul-celeste brilhavam" sob as pálpebras "emplumadas de branco".
Em 5 de fevereiro de 1975, levemente ferido nas pernas e no rosto por balas e estilhaços de granada, foi atendido pelo Major-médico Paul-Henri Grauwin. Figura emblemática da Batalha de Diên Biên Phu, o Toubib tinha uma clínica em Phnom Penh.[carece de fontes?]
Em abril de 1975, o 1er BPC de Borella defendeu o aeroporto de Pochentong durante a queda de Phnom Penh e foi a última unidade republicana a resistir. No entanto, o Khmer Vermelho, ansioso para tomar o aeroporto intacto, negociou a saída de Borella e suas tropas. Os homens do 1er BPC se dispersam no campo, enquanto o francês se refugia na Embaixada da França. No início de maio de 1975, com outros compatriotas civis e nacionais de terceiros países, foi evacuado de caminhão para a Tailândia.[carece de fontes?]
Após seu retorno do Camboja, Dominique Borella partiu para o Líbano para se juntar aos cristãos das falanges libanesas de Pierre Gemayel que lutaram durante a guerra civil libanesa. Ele foi morto por um franco-atirador em Beirute em 29 de setembro de 1975, durante a batalha dos Grands Hôtels.

## Música
- Le Loup de guerre é uma canção do álbum de Jean-Pax Méfret "Você vai me tratar como reacionário" (Vous allez me traiter de réac, 1980) que evoca a vida de Dominique Borella ou de um de seus companheiros.[carece de fontes?]